# Губкін Сергій Іванович
Сергій Іванович Губкін (27 серпня 1898, Санкт-Петербург — 8 вересня 1955) — радянський учений в галузі металознавства, академік АН БРСР (1947), доктор хімічних наук (1936), професор (1945). Заслужений діяч науки і техніки БРСР (1954).

## Біографія
Губкін народився у Санкт-Петербурзі. Його батько — І. М. Губкін, геолог, академік АН СРСР.
Служив у білій армії, до 1921 року — емігрант. У 1928 році він закінчив Московську гірничу академію, в 1930 — 48 працював у Московському інституті кольорових металів та золота, завідував кафедрою обробки металів тиском. Одночасно в 1944—48 був заступником директора Інституту металургії АН СРСР, очолював відділ обробки металів тиском у цій установі. У 1948 був запрошений на посаду директора Фізико-технічного інституту АН БРСР, заснував та очолив кафедру «Машини та технологія обробки металів тиском» у Білоруському політехнічному інституті.
Губкін підготував 20 кандидатів наук.

## Наукова діяльність
Наукові праці Губкіна присвячені теорії пластичної деформації та оброблення металів тиском. Ним були розроблені математичні методи вивчення процесів текучості металу під час прокатки, кування, штампування тощо; введено поняття про механічні схеми деформації; створена класифікація технологічних процесів, виходячи з їх впливу на пластичні властивості металів.

## Нагороди
- Орден Трудового Червоного Прапора (1949)

## Публікації
Губкін є автором понад 120 наукових праць, серед яких:
- С. И. Губкин. Теория течения металлического вещества. — М.—Л.: ОНТИ, 1935.
- С. И. Губкин. Теория обработки металлов давлением. — М.: Металлургиздат, 1947.
- С. И. Губкин, С. И. Добровольский, Б. Б. Бойко. Фотопластичность. — Минск: Изд-во АН БССР, 1957.
- С. И. Губкин. Пластическая деформация металлов. Т.1-3. — М.: Металлургиздат, 1960-61.